# 沖縄県立美咲特別支援学校
沖縄県立美咲特別支援学校（おきなわけんりつ みさきとくべつしえんがっこう）は、沖縄県沖縄市美里四丁目にある県立特別支援学校。
知的障害者を対象としている。

## 設置学部
- 幼稚部
- 小学部
- 中学部
- 高等部

## 沿革
- 1972年（昭和47年）
  - 1月 - 琉球政府立中部養護学校として認可[1]。
  - 3月 - 琉球政府立美咲養護学校と改称。
  - 5月10日 - 開校式挙行（小学部22名、中学部14名）
  - 5月15日 - 沖縄返還により、沖縄県立美咲養護学校と改称。
- 1976年（昭和51年） - 高等部設置。
- 2009年（平成21年）4月1日 - 校名を「美咲養護学校」から「美咲特別支援学校」に変更。